# Rue Balthazar-Dieudé
La rue Balthazar-Dieudé est une voie marseillaise située dans le quartier de la Préfecture (6e arrondissement).

## Situation et accès
Elle descend du cours Lieutaud vers la rue de Rome perpendiculairement à ces deux voies et aux rues Fongate et de la Palud.

## Origine du nom
Elle porte le nom de l'échevin Balthazar Dieudé, échevins qui s'est distingué pendant la peste de 1720

## Historique
Pierre Puget achète en 1668 ou en 1688 5 000 m2 de vignes sur les pentes de la colline Fongate. Il y fait construire une maison de campagne connue sous le nom de « Pavillon Puget » ou de « Villa Fongate ». Après sa mort en 1694, son fils et son petit-fils conservent cet héritage menacé par le tracé de la troisième calade.
Cette artère est l'une trois voies est-ouest, planifiées en 1698 par le bureau de l’agrandissement pour relier  l'axe nord-sud de la nouvelle rue de Rome à la colline de Fongate, et désignées sous le terme de calade du fait de leurs fortes pentes.
En 1730 le conseil municipal décide la réalisation des calades demandées par des habitants et les pères Trinitaires de le rue de la Palud. La troisième calade demeure un temps en impasse au niveau du pavillon de Pierre Puget. Mais en 1738 le curé de l’église Saint-Ferréol et des habitants du quartier obtiennent son ouverture sur la rue Fongate. Les travaux prennent du temps : les propriétaires riverains doivent s'entendre pour les financer au deux-tiers, et les déblais sont importants. Selon Augustin Fabre le pavillon est finalement démoli fin 1747, « il n’en resta pas une seule pierre », et la rue débouche enfin sur les hauts du quartier. La rue Balthazar-Dieudé est ensuite raccordée au cours Lieutaud après le prolongement de celui-ci en 1865.
Sur le plans de la fin du XVIIIe siècle et du début XIXe elle porte d'abord le nom de « rue de Puget », car percée dans la propriété  du peintre sculpteur et architecte Pierre Puget, puis de « rue Troisième Calade ». Pendant la Révolution elle est un temps « rue Libertat » en mémoire de l’exécuteur de Charles de Casaulx.
En 1857 ces trois calades reçoivent les noms de trois échevins qui se sont distingués pendant la peste de 1720 : Jean-Pierre Moustier, Jean-Baptiste Estelle, et Balthazar Dieudé.

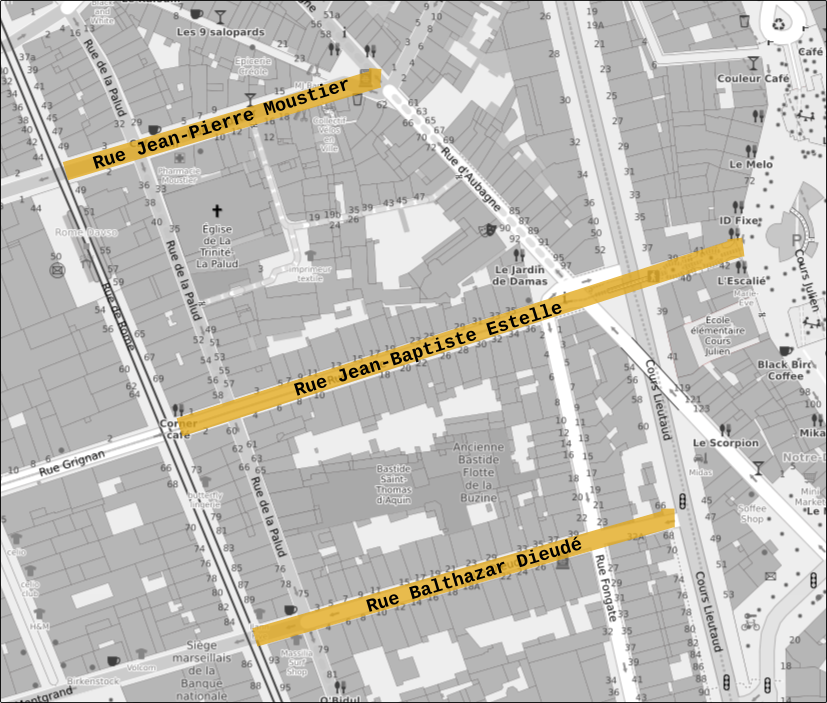
Situation des trois calades sur OpenSteetMap

## Bâtiments remarquables et lieux de mémoire

### La bastide Flotte de la Buzine
Au no 23 se situe l'une des trois entrées de la bastide Flotte de la Buzine classée monument historique le 3 janvier 2013 alors qu'elle fait l'objet d’une demande de permis de démolir.
Dans les années 1750 Nicolas de Flotte de la Buzine achète plusieurs terrains contigus, dans un l'îlot délimité par les rues Balthazar-Dieudé, de la Palud, Jean-baptiste-Estelle et Fongate, dont certains au petit fils de Pierre Puget qui a fait lotir ce qui subsistait de la campagne du sculpteur. Au moment même où le quartier s’urbanise Nicolas de Flotte de la Buzine fait construire au cœur de cet îlot urbain une demeure sur le modèle des traditionnelles bastides de la campagne marseillaise,.

### L'ancien cours Saint-Thomas d’Aquin
À partir de 1832 la bastide accueille des institutions d'enseignement. En 1919 les lieux sont confiés par l’abbé Fouque aux sœurs dominicaines du Saint Nom de Jésus qui renomment l'établissement « cours Saint-Thomas d’Aquin ». Celui-ci dispense un enseignement de la maternelle au baccalauréat, et compte environ 500 élèves en 2012 au moment de sa fermeture.
En 2012 les dominicaines estimant ne pas pouvoir faire face aux nécessaires travaux de rénovation signent un compromis de vente des murs avec un groupe de promotion immobilière et annoncent la fin des activités d’enseignement. Cette décision suscite une grande émotion chez les enseignants et les parents d’élèves à qui aucune solution n'est proposée pour la rentrée suivante. L'Association pour l’Enseignement libre (AELE) copropriétaire des lieux assigne les dominicaines devant les tribunaux. Les religieuses jugées par le tribunal correctionnel en 2015 sont relaxées. Un collectif d’habitants du quartier limitrophe, Noailles, interpelle la municipalité et lance une pétition afin que les lieux soient affectés à des équipements destinés à la petite enfance et à une école  publique.
Pendant l'été 2015 l'exposition éphémère d'art urbain  « Aux Tableaux ! » investi avec un grand succès l'école désaffectée. L’événement est organisée avec l’accord des promoteurs par Juxtapoz, association spécialisée dans l'animation de friches urbaines, il accueille selon celle-ci 43 000 visiteurs.
En  2019 une cinquantaine de logements sont commercialisés sous la dénomination de « Bastide Saint-Thomas d’Aquin ». Le programme bénéficie d'avantages fiscaux relatifs aux travaux réalisés sur un  monument historique.

### Plaque commémorative de l’attentat contre le consulat d'Algérie
Le 14 décembre 1973 le consulat général d'Algérie à Marseille, situé alors au no 28, est la cible d’un attentat à la bombe qui fait quatre morts et une vingtaine de blessés. Une plaque en mémoire des victimes, intitulée « Mémoire et réconciliation », est apposée sur la façade le 28 janvier 2018.